# Dexter Langen
Dexter Langen (Friedberg, 6 dicembre 1980) è un ex calciatore tedesco, difensore o centrocampista.

## Carriera
Dopo aver militato anche nelle giovanili del Borussia Mönchengladbach, iniziò la carriera professionistica nel 2001 in Regionalliga Süd con il Kickers Offenbach. Nel 2003 venne acquistato dalla Dinamo Dresda con cui conquistò l'anno successivo l'accesso in Zweite Bundesliga.
Nel 2006, anno in cui la Dinamo retrocesse, fu acquistato dall'Hansa Rostock.